# Rok, w którym moi rodzice wyjechali na wakacje
Rok, w którym moi rodzice wyjechali na wakacje (tytuł oryg. O Ano em que Meus Pais Saíram de Férias, ang. The Year My Parents Went on Vacation) – brazylijski film obyczajowy z 2006 roku w reżyserii Cao Hamburgera.

## Opis fabuły
Rok 1970. Daniel Stern i jego żona Bia z powodów politycznych muszą wyjechać z Brazylii. Swojego syna Mauro zostawiają w São Paulo pod drzwiami domu dziadka. Nie wiedzą, że mężczyzna zmarł. Chłopca przygarnia społeczność żydowska.

## Obsada
- Eduaro Moreira jako Daniel Stern
- Simone Spoladore jako Bia
- Paulo Autran jako Mótel
- Liliano Castro jako Irene
- Caio Blat jako Ítalo
- Daniela Piepszyk jako Hanna
- Germano Haiut jako Shlomo
- Michel Joelsas jako Mauro